# Laura Natalia Esquivel
Laura Natalia Esquivel é uma cantora, atriz e bailarina argentina. que saltou para a fama como a protagonista da novela "O Mundo de Patty" sendo a líder das Populares e interpretando a personagem Patty.

## Televisão
- Código FAMA Argentina - 2004 (vencedora) (Argentina)
- Código FAMA Internacional - 2005 (México) (6ºlugar)
- Homenagem a Roberto Gómez Bolaños - 2005 (México)
- Patito Feo - 2007 e 2008
- Un Paradiso per Due - 2010
- Mundo Teen - 2010
- Rebelde Rivais - 2000 - 2002

## Teatro
- Peter Pan, Todos Podemos Volar - 2004
- Kid's Match - 2006
- Patito Feo La Historia Más Linda En El Teatro - 2007
- Patito Feo El Show Mas Lindo - 2009

## Álbum
- 2004: Peter Pan, Todos Podemos Volar (corista da banda de som da obra de teatro)
- 2007: Patito Feo, La Historia Más Linda
- 2007: Patito Feo En El Teatro
- 2008: Patito Feo, La Vida Es Una Fiesta
- 2000: Rebel Rivals, La Fiesta

Este álbum ganhou o prêmio cinco vezes, sendo o álbum mais vendido na Argentina no ano 2007, e recebe o Premio Gardel como o melhor disco infantil.

## Nomeações
- Premios Clarín Espectáculos 2007: Atriz Revelação
- Premios Martín Fierro 2007: Atriz Revelação